# ماريا آنا النمساوية (ملكة البرتغال)
     لشخصية أخرى تحمل اسم الأرشيدوقة ماريا آنا من النمسا، طالع الأرشيدوقة ماريا آنا من النمسا (توضيح).

ماريا آنا يوزفا النمساوية (الألمانية:Maria Anna Josefa von Österreich؛ البرتغالية:Maria Ana Josefa de Áustria؛ 7 سبتمبر 1683-14 أغسطس 1754)؛ هي أرشيدوقة النمسا بالميلاد وملكة البرتغال القرينة، فهي ابنة ليوبولد الأول إمبراطور الروماني المقدس وزوجته الثالثة إليونوره ماغدالينه من بالاتينات-نيوبورغ. تزوجت ماريا آنا من ابن خالتها جواو الخامس وهي شقيقة الإمبراطورين يوزف الأول وكارل السادس ووالدة الملكين جوزيه الأول وبيدرو الثالث ملوك البرتغال وباربرا ملكة إسبانيا، كما كانت الوصية على عرش زوجها بين عامي (1750-1742) عندما كان مصابا بسكتة دماغية ما أدى إلى إصابته بالشلل الجزئي وتوفي على أثر ذلك في 1750، وتوفيت ماريا آنا في عام 1754 ودفنت في لشبونة ثم أعيد دفنها في النمسا.